# Ruwa (Simbabwe)
Ruwa ist eine Stadt in der Provinz Mashonaland East in Simbabwe. Zusammen mit ihrem Umland stellt sie einen der Urbanen Distrikte Simbabwes mit 94.078 Einwohnern (2022) und einer Fläche von etwa 40 km².

## Geographie
Sie liegt etwa 20 km östlich von Harare in 1550 Metern Höhe über dem Meeresspiegel. Sie grenzt im Norden und Westen an die Provinz Harare mit den Distrikten Epworth Urban und Harare Rural und ist im Süden und Osten von dem Distrikt Goromonzi umschlossen. Der Urbane Distrikt ist in 9 Wards aufgeteilt.

## Geschichte
Der Ort ist sehr jung und wurde erst 1986 gegründet.
Einige kirchliche Projekte förderten Schulen, Krankenhaus, landwirtschaftliches Training und Vermarktung von Ernten.
Soziale Probleme gab es auch hier durch die Enteignung weißer Großbauern, doch weit weniger exzessiv als in anderen Teilen des Landes. Die Einschüchterung von Anhängern der MDC durch die der ZANU, die von Robert Mugabe gelenkt wurde, massive Schlägereien vor allem im Nachbarort Mabvuku, wurde von Amnesty International und SADC offiziell gerügt.

## Infrastruktur
Ruwa liegt an der Eisenbahnstrecke und Straße nach Marondera und Mutare. Die Stadt ist faktisch mit Harare zusammengewachsen. Der Ort wird von seinem landwirtschaftlichen Umland geprägt.
In der Stadt gibt es 12 Grund- und 3 weiterführende Schulen, so wie 4 Berufsschulen. Die Alfabetisierung liegt bei 98 %. Die medizinische Versorgung wird über ein Krankenhaus und 2 Ambulanzen sowie etwa 16 private Einrichtungen gestellt.
Es gibt Probleme bei der Abwasserentsorgung. Auf Grund der Ausführung der Rohrleitungen und der Kläranlage kommt es immer wieder zu Verstopfungen des Abwassernetzes. Die Stadt hat ihr Abwasser daher ungeklärt in den naheliegenden Fluss geleitet. Im Juni 2024 wurde ihr dafür mit einer Geldstrafe von 51.000 Doller auferlegt.

## Soziales
In Ruwa gibt es wenige soziale Spannungen.
Das Kufunda-Lernzentrum wurde 2002 gegründet, um der ländlichen Bevölkerung eine Umgebung zu bieten, in der Selbstvertrauen gewonnen werden kann. Heute ist Kufunda ein eigenständiges Dorf bei Ruwa, das von 28 ehrenamtlichen Helfern entwickelt wird. In Kufunda finden in der Regel zweiwöchige Kurse statt, in denen den Teilnehmern aus ganz Simbabwe unterschiedliche Grundkenntnisse wie Selbstmanagement, wirtschaftliche Grundkenntnisse, Seifenherstellung, Yoga und Philosophie näher gebracht werden. Daneben gibt es dort durch Bildungsfonds auch Projekte zu HIV und AIDS sowie Umwelt und Ökologie.

## Kunst
Kunst und Kunstgewerbe entwickeln sich rasch auf der Grundlage der Shona-Skulpturen, insbesondere der international hoch angesehenen Bildhauerfamilie Nicholas Mukomberanwas. Der Hof des Bildhauers Mike Munyaradzi in Ruwa ist Sitz der Künstlervereinigung „Friends Forever“.

## UFO-Sichtung
Am 16. September 1994 beobachteten 62 Schüler im Alter von 8 bis 12 Jahren der privaten Ariel Primary School (Grundschule) drei ungewöhnliche Objekte am Himmel. Laut den Berichten waren diese rund, metallisch und hatten rot blinkende Lichter. Eines der Objekte wäre nach einigen Minuten langsam nach unten gesunken und hinter einer Baumgruppe in ca. 100 Meter Entfernung von dem Schulgebäude zu Boden gegangen. Die Schüler berichteten: Hinter der Baumgruppe stand oder schwebte dicht über dem Boden ein großes, rundes, metallisches Objekt in Form einer fliegenden Untertasse. Es sei ein Wesen bei dem Objekt gewesen, ein zweites sei aus dem Objekt gestiegen. Die Wesen wurden als klein beschrieben, in eine Art schwarzen Overall gekleidet, mit bleicher Gesichtsfarbe, sowie großen, schwarzen, ovalen Augen und langen schwarzen Haaren. Die Wesen hätten nicht gesprochen. Einige Kinder gaben jedoch an, Worte empfangen zu haben, in denen die Umweltzerstörungen durch die Menschheit kritisiert werden.

## Bevölkerungsentwicklung
Die Bevölkerungsentwicklung seit 2002.
| Jahr          | Einwohner |
| ------------- | --------- |
| 2002 (Zensus) | 22.155    |
| 2012 (Zensus) | 56.678    |
| 2022 (Zensus) | 94.078    |

## Belege
1. 1 2  Zimbabwe 2022 Population and Housing Census Report, Volume 2 Population Distribution by Ward. Zimbabwe National Statistics Agency. S. 37 (englisch, PDF).
2. ↑  Distrikte Simbabwes bei citypopulation.de
3. ↑  Private-public partnership-produced urban space - An antithesis to 'the right to the city': A case study of Ruwa Town, Zimbabwe, from 1986-2021, abgerufen am 3. Oktober 2024
4. ↑  Porträt der Stadt auf www.ucaz.org.zw (englisch), abgerufen am 29. September 2024
5. ↑  Ruwa Local Board discharges raw sewage into Ruwa River, 3. Juni 2024, abgerufen am 3. Oktober 2024
6. ↑  Offizielle Projektwebsite (englisch), abgerufen am 6. Mai 2015
7. ↑  Cynthia Hind: Ufos Over Africa. 1. Auflage. Horus House Press, Madison, Wisconsin 1997, ISBN 1-881852-15-6, S. 217 ff. (englisch, Hauptquelle für die Ablaufbeschreibung des Falls).
8. ↑  Städte Simbabwes bei citypopulation.de